# Problepsis argentisquama
Problepsis argentisquama är en fjärilsart som beskrevs av W. Warren 1899. Problepsis argentisquama ingår i släktet Problepsis och familjen mätare. Inga underarter finns listade i Catalogue of Life.